# Philipp Eggersglüß
Philipp Eggersglüß (* 28. April 1995 in Soltau) ist ein deutscher Fußballspieler.

## Karriere
In der Jugend spielte Eggersglüß zunächst für seinen Heimatverein MTV Soltau. Ab 2010 war er für die Junioren des FC Verden 04 und des VfL Wolfsburg aktiv. 2012 wechselte Eggersglüß zu den A-Junioren von Werder Bremen und kam dort in der Saison 2012/13 in zwölf Partien der A-Junioren-Bundesliga zum Einsatz, außerdem spielte er bei der Viertelfinalniederlage gegen den 1. FC Kaiserslautern auch einmal im DFB-Junioren-Vereinspokal. In der Saison 2013/14 stand er für die U-19 der Bremer in 26 Ligaspielen (5 Tore) und drei Pokalspielen auf dem Platz. 
Ab der Saison 2014/15 gehörte er zum Kader der zweiten Mannschaft von Werder Bremen, die in der viertklassigen Regionalliga Nord spielte. Sein Debüt in der Liga gab er am 1. August 2014 (2. Spieltag) beim 2:2-Unentschieden gegen BSV Rehden. Insgesamt spielte er zwölfmal für die zweite Mannschaft und kam parallel auch zu fünf Einsätzen (2 Tore) für die dritte Mannschaft der Bremer, die in der fünftklassigen Bremen-Liga spielte. Am Ende der Saison wurde Eggersglüß mit der zweiten Mannschaft Regionalligameister. 
Zu Beginn der Saison 2015/16 spielte Eggersglüß zunächst noch weiter für die dritte Mannschaft und erzielte in vier Spielen vier Treffer. Am 1. November 2015 (15. Spieltag) debütierte er beim 3:2-Sieg gegen den Chemnitzer FC für die U-23 in der 3. Liga. In seinem ersten Spiel im Profibereich spielte er über die vollen 90 Minuten und schoss nach 22 Minuten den Treffer zum zwischenzeitlichen 1:1. Auch in den folgenden beiden Spielen kam er jeweils als Rechtsverteidiger zum Einsatz, am  Saisonende bestritt er weitere acht Spiele. In der Spielzeit 2016/17 wurde Eggersglüß 14-mal eingesetzt, in der Folgesaison 2017/18 war er Stammspieler.
Im Sommer 2018 lief sein Vertrag in Bremen aus und Eggersglüß wechselte zum Regionalligisten Rot-Weiß Oberhausen. Dort kam er bis zum Ende der Saison 2019/20 auf insgesamt 40 Einsätze und konnte in der Saison 2018/19 zudem drei Tore für RWO erzielen. Zur Saison 2020/21 wechselte er dann in die Regionalliga Nord, zum Aufsteiger Atlas Delmenhorst.

## Erfolge
- Meister der Regionalliga Nord: 2015
- Aufstieg in die 3. Fußball-Liga: 2015